# Speleomantes strinatii
Speleomantes strinatii  (лат.) — вид амфибий из рода европейских пещерных саламандр (Speleomantes) отряда хвостатых земноводных. Ранее данный вид относился к роду Hydromantes.

## Описание
Общая длина до 116 мм для самцов и 123 мм для самок (в среднем 100 мм). Глава овальная, составляет около 1/8 длины тела. Морда округлённая. Самцы имеют железы на подбородке. Хвост овальный в поперечном сечении, составляет чуть меньше половины тела. Тело в поперечном сечении квадратное с 11 боковыми складками.
Цвет, как и у других видах данного рода весьма разнообразный. Базовая окраска от светло-коричневого до чёрного. На этом фоне может располагаться полосатый или сетчатый узор красного, жёлтого, серого или зелёного цвета.

## Ареал
Эндемик юго-восточной Франции и северо-западной Италии (обитает в том же регионе, что и Speleomantes ambrosii).

## Образ жизни
Обитает преимущественно в пещерах и земных расщелинах, из которых выходит в ночное время для охоты на мелких беспозвоночных. Существование данного вида не зависит от наличия водоёмов, поэтому зона распространена животных достаточно широка.